# Aedes riparioides
Aedes riparioides är en tvåvingeart som beskrevs av Su och Zhang 1987. Aedes riparioides ingår i släktet Aedes och familjen stickmyggor. Inga underarter finns listade i Catalogue of Life.